# Fran Detela
Fran Detela (Moravče, 3 dicembre 1850 – Lubiana, 11 luglio 1926) è stato uno scrittore sloveno.

## Biografia
Fran Detela terminò la scuola secondaria a Lubiana (era un compagno di classe di Ivan Tavčar) e in seguito è andato a Vienna per studiare lingue classiche e francese. Dopo aver terminato i suoi studi lì, divenne professore in città e in seguito preside del Liceo di Novo Mesto, dove prestò servizio dal 1890 al 1906.
Fran Detela si mise in evidenza con i racconti Piccola vita (Malo življenie, 1882), L'immigrato (Prihajač, 1888) e Il signor Lisec (Gospod Lisec, 1894), incentrati su argomenti regionali, impreziositi da approfondimenti psicologici assieme alla descrizione delle trasformazioni economiche attuati nelle località paesane.
Le sue opere successive si caratterizzarono per una tendenza legittimistica e clericale, unite ad un entusiasmo per uno stile di vita composto da una moderata soddisfazioni di bisogni personali e sociali, come evidenziarono le prose umoristiche Patriottismo di provincia (Rodoljubje na deželi, 1908), La nuova vita (Novo življenje, 1908), Compagni di iscuola (Sošolci, 1911), Luce ed ombra (Svetloba in senca, 1916).
Nell'arco della sua carriera Detela scrisse un'opera particolarmente significativa, intitolata Terzetto (Trojka, 1897); sullo sfondo della limitata società provinciale, l'autore narrò con uno stile veristico le ambizioni e i desideri di tre intellettuali che dopo gli studi a Vienna sono ritornati in provincia e provano un duplice sentimento, di delusione per il grigiore della vita provinciale e di entusiasmo per l'apparizione di una affascinante donna, che però viene uccisa da un suo corteggiatore.
Le sue opere si caratterizzarono per la giocosità satirica, la critica benevola della vita e gli insegnamenti cattolici. I protagonisti positivi sono in genere buoni, onesti, laboriosi, mentre quelli negativi sono parassiti, egoisti, falsi patrioti, speculativi e eccessivamente concentrati sull'arte o sulla religione. Inoltre non dimentica mai di aggiungere uno o due consigli di morale.

## Opere
- Piccola vita (Malo življenie, 1882);
- L'immigrato (Prihajač, 1888);
- Il signor Lisec (Gospod Lisec, 1894);
- Terzetto (Trojka, 1897);
- Patriottismo di provincia (Rodoljubje na deželi, 1908);
- La nuova vita (Novo življenje, 1908);
- Compagni di iscuola (Sošolci, 1911);
- Luce ed ombra (Svetloba in senca, 1916).